# Еуфрониеви
Еуфрониевите (Euphroniaceae) са семейство растения от разред Малпигиецветни (Malpighiales).
Таксонът е описан за пръв път от испанския ботаник Луис Маркано-Берти през 1989 година.

## Родове
- Euphronia
- Lightia
- Lightiodendron